# Xestia pachyceras
Xestia pachyceras là một loài bướm đêm trong họ Noctuidae.